# Musée d'histoire de Berne
Le musée d'histoire de Berne, appelé en allemand Bernisches Historisches Museum est un musée consacré à l'histoire de la ville et du canton de Berne, en Suisse.

## Histoire
Le premier musée d'histoire de Berne remonte à 1882. Après l'attribution du musée national suisse à la ville de Zurich, l'architecte suisse André Lambert remanie en 1891 son projet pour accueillir les collections historiques bernoises. L'édifice est construit en 1892-1894 sur les plans de Lambert, installé à Stuttgart, par l'architecte – et directeur du musée – Eduard von Rodt et son collègue Adolf Tièche.
À partir de 1954, une annexe du musée est installée dans le château d'Oberhofen. Elle est supprimée en 2009 à la suite de l'agrandissement du bâtiment qui reçoit une salle d'exposition supplémentaire. Le musée, tout comme le bâtiment qui l'accueille, est inscrit comme bien culturel suisse d'importance nationale.

## Collections
La collection historique du musée couvre, sur plus de 150 000 pièces, l'histoire de la ville et du canton. Ces collections comprennent en particulier de grandes tapisseries prises au duc Charles le Téméraire, vaincu à l'issue des guerres de Bourgogne ou des sculptures. Le musée compte également des collections numismatiques, archéologique et ethnographiques.

## Source
- (de) Cet article est partiellement ou en totalité issu de l’article de Wikipédia en allemand intitulé « Bernisches Historisches Museum » (voir la liste des auteurs).